# Bujak sprężynowy

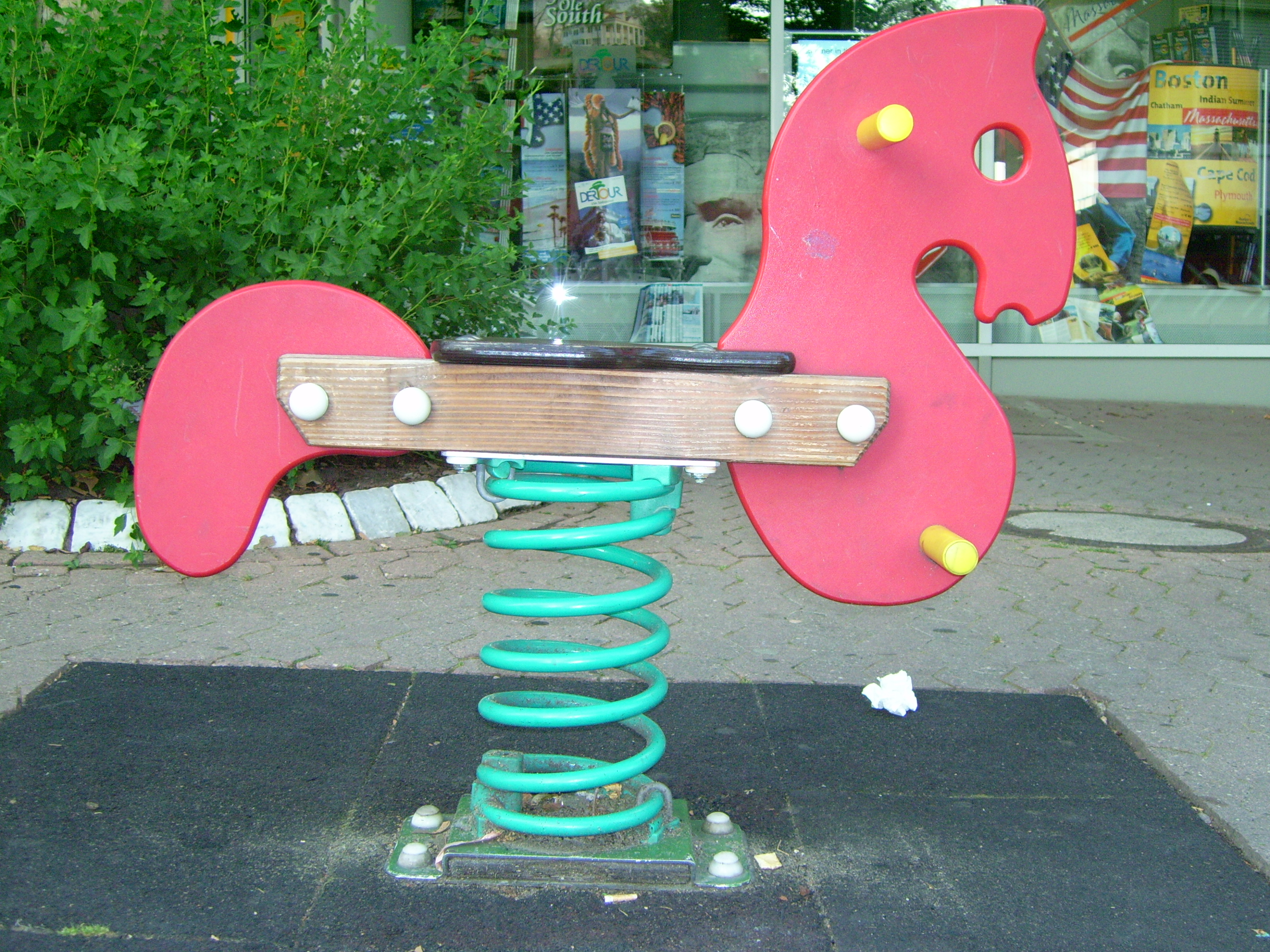
bujak stojący na deptaku

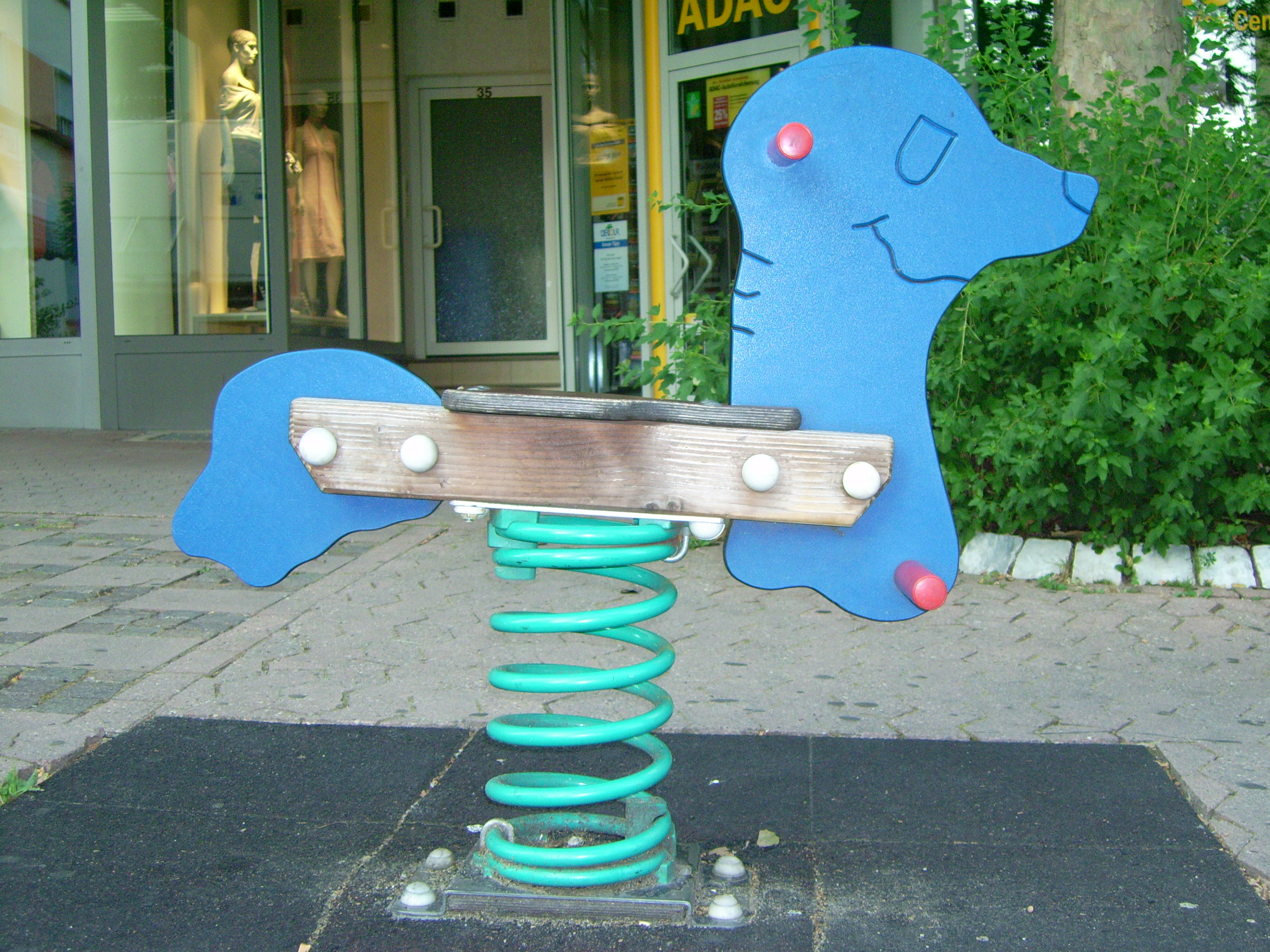
przed sklepem

Bujak sprężynowy – element wyposażenia placu zabaw, lub wolnostojące urządzenie-zabawka, przeznaczone najczęściej dla dzieci w wieku przedszkolnym. Podstawowym elementem jest sprężyna, na której umocowano siedzenie z uchwytami. Kształt elementu górnego wraz z siedzeniem, często zaprojektowany w formie zwierzaka wykonany jest z drewna lub tworzywa sztucznego. Bujak spotykany jest często jako element wyposażenia sklepów, dużych galerii handlowych, poczekalni a nawet restauracji i innych miejsc użyteczności publicznej.